# Oskar Klein
Oskar Benjamin Klein, švedski fizik, * 15. september 1894, Mörby, Švedska, † 5. februar 1977, Stockholm, Švedska.
Klein poleg Nielsa Bohra velja za enega najvplivnejših skandinavskih fizikov.

## Življenje in delo
Rodil se je v Mörbyju, v občini Danderyd, severno od Stockholma, glavnemu rabiju Stockholma, Gottliebu Kleinu iz tedanjega štajerskega Humennéja, in Antonie (Toni) Levy. V Nobelovem inštitutu je že zelo mlad postal Arrheniusov študent. Pred začetkom 2. svetovne vojne je bil na poti k Perrinu v Francijo, vendar so ga prej mobilizirali.
Od leta 1917 je nekaj let delal z Bohrom na Univerzi v Kopenhagnu. Doktoriral je leta 1921 na Univerzitetnem kolidžu v Stockholmu (sedaj Univerza v Stockholmu). Leta 1923 so mu ponudili profesuro na Univerzi Michigana v Ann Arborju, kamor se je preselil skupaj s pravkar poročeno ženo Gerdo Koch iz Danske. Leta 1925 se je vrnil v Kopenhagen. Nekaj časa je delal z Ehrenfestom v leidnu, nato pa je leta 1926 postal docent na Univerzi v Lundu. Leta 1930 je sprejel mesto rednega profesorja teoretične fizike na Univerzitetnem kolidžu v Stockholmu, ki ga je pred njim opravljal Fredholm do svoje smrti leta 1927. Kot profesor emeritus se je upokojil leta 1962.
Klein velja za avtorja vpeljave zamisli, ki je del Kaluza-Kleinove teorije, da so dodatne razsežnosti (še posebej peta) fizikalno stvarne, vendar so zvite in zelo majhne v primerjavi z običajnimi tremi, kar je značilno za teorijo strun in M-teorijo.

## Priznanja

### Nagrede
Leta 1959 mu je Nemško fizikalno društvo podelilo medaljo Maxa Plancka.